# Again 百恵 あなたへの子守唄
『Again 百恵 あなたへの子守唄』（アゲイン ももえ あなたへのこもりうた）は、山口百恵のベスト・アルバム。1982年7月1日にCBSソニーよりリリースされた。

## 解説
- 引退から2年後に発売されたベスト・アルバム。LP発売の3ヶ月後に、百恵にとって初めてとなるCD盤が発売された。
- そのCD盤は同年、10月1日に発売されている。世界で初めて発売された50タイトルのCDのうちの一つである。
- 未発表曲「あなたへの子守唄」が収録され、2年振りに新曲が聴けるということもあり、LPはオリコンチャート13位を記録、10万枚に迫る売上を記録。尚、同曲は「しなやかに歌って」と同時期に制作されお蔵入りになっていたもの。元々は「しなやかに愛して」というタイトルであった。
- 同年7月21日にはCBSソニー高音質アナログ仕様のマスター・サウンド盤でも発売されたが、（同盤の売りである）カッティング上の都合により「歌い継がれてゆく歌のように」はカットされている（長時間収録になるため、音質が落ちる）。

## 収録曲
全作詞: 阿木燿子、全作曲: 宇崎竜童、全編曲：萩田光雄 (注記を除く)。
| #  | タイトル                                                   | 作詞   | 作曲     | 編曲   |
| -- | ---------------------------------------------------------- | ------ | -------- | ------ |
| 1. | 「横須賀ストーリー」                                       |        |          |        |
| 2. | 「夢先案内人」                                             |        |          |        |
| 3. | 「イミテイション・ゴールド」                               |        |          |        |
| 4. | 「赤い絆 (レッド・センセーション)」(TBS系同名ドラマ主題歌) | 松本隆 | 平尾昌晃 | 川口真 |
| 5. | 「絶体絶命」                                               |        |          |        |
| 6. | 「プレイバック Part 2」                                    |        |          |        |
| 7. | 「曼珠沙華」                                               |        |          |        |

| #  | タイトル                       | 作詞・作曲 | 編曲   |
| -- | ------------------------------ | ---------- | ------ |
| 1. | 「いい日旅立ち」               | 谷村新司   | 川口真 |
| 2. | 「秋桜」                       | さだまさし |        |
| 3. | 「美・サイレント」             |            |        |
| 4. | 「ロックンロール・ウィドウ」   |            |        |
| 5. | 「さよならの向う側」           |            |        |
| 6. | 「歌い継がれてゆく歌のように」 |            |        |
| 7. | 「あなたへの子守唄」(未発表曲) |            |        |